# Stefan Eriksson (diplomat)
Stefan Eriksson är en svensk diplomat och ambassadör.
Stefan Eriksson var under tre år chef för Sveriges sektionskontor i Minsk och har tjänstgjort i bland annat S:t Petersburg och Moskva samt vid Exportrådet, innan han öppnade Sveriges ambassad i Minsk 2008. Han var dess ambassadör till den 3 augusti 2012 då han blev utvisad av landets president Aleksandr Lukasjenko, med motiveringen att Eriksson skulle ha haft "alltför täta kontakter med oppositionen".